# North Bend (Oregon)
North Bend is een plaats (city) in de Amerikaanse staat Oregon, en valt bestuurlijk gezien onder Coos County.

## Demografie
Bij de volkstelling in 2000 werd het aantal inwoners vastgesteld op 9544. In 2006 is het aantal inwoners door het United States Census Bureau geschat op 9846, een stijging van 302 (3,2%).

## Geografie
Volgens het United States Census Bureau beslaat de plaats een oppervlakte van 13,1 km², waarvan 10,1 km² land en 3,0 km² water. North Bend ligt op ongeveer 14 m boven zeeniveau.

## Plaatsen in de nabije omgeving
De onderstaande figuur toont nabijgelegen plaatsen in een straal van 28 km rond North Bend.